# Miyar
Miyar es un lugar que pertenece a la parroquia de Triongo en el concejo de Cangas de Onís (Principado de Asturias). Se encuentra a 117 m s. n. m. y está situada a 9,50 km de la capital del concejo, la ciudad de Cangas de Onís. 

## Población
En 2020 contaba con una población de 16 habitantes (INE, 2020) repartidos en un total de 10 viviendas (INE, 2010).